# Standard Twenty-Four
La 24 hp, o Twenty-Four, è stata un'autovettura prodotta dalla Standard nel 1905. Il modello ebbe montato il primo motore a sei cilindri prodotto dalla Standard.
Tra i due modelli prodotti all'epoca dalla Standard, la 24 hp era quello più grande. L'altra vettura contemporanea, appartenente alla gamma della Casa automobilistica di Coventry, era la 16 hp.
La 24 hp aveva installato un motore in linea anteriore a sei cilindri e valvole laterali, che possedeva una cilindrata totale di 4.714 cm³. L'alesaggio e la corsa avevano la medesima misura, cioè 100 mm; il propulsore era quindi un motore quadro. L'altro modello contemporaneo prodotto dalla Standard, la 16 hp, possedeva un motore molto simile a quello della 24 hp, ma aveva una cilindrata inferiore e possedeva una configurazione a quattro cilindri.
La carrozzeria della 24 hp era torpedo quattro posti, e la trazione era posteriore.
Dopo solamente un anno di produzione, la 24 hp fu sostituita dalla 24/30.